# Tmolus mutina
Tmolus mutina is een vlinder uit de familie van de Lycaenidae. De wetenschappelijke naam van de soort werd als Thecla mutina in 1867 gepubliceerd door William Chapman Hewitson.